# Четвърт (единица за обем)
Че́твърт или четвъртина е старинна руска мерна единиза за обем на насипни твърди вещества (1 четвърт = 2 осмини = 8 четверика = 64 гърнеца = 209,92 литра) и течности (1 четвърт = ¼ ведро = 3,0748 литра).

## Мярка за обем на насипни твърди вещества
Четвърт (четвърт част или една четвъртина) като мярка за обем на насипни вещества от XIV до XX век се използва за измерване на количеството зърно, зърнени храни и брашно. Московската стопанска практика от XVII век разграничава между ковчежническа, приемна и раздавна мярка. Приемната мярка измервала хляба, влизащ в хазната; раздавната мярка се използвала при издаването на купони купоните за хляб като част от заплатите на държавните служители. В стопанската дейност широко приети били стандартните образци за мярката, въведени с царска грамота с орлово клеймо, които показвали точния размер на една четвърт.
1 четвърт, или също чет (за насипна материя) = 2 осминика (половин четвърти) = 4 поуосминика = 8 четверика = 64 гранеца (равно на 209,912 литра (дюйма³) през 1902 г. или 209,66 литра през 1835 г.).
- Между XIV и XV век в някои руски княжества и земи четвърта се равнява на 1/4 каца с различно тегловно съдържание.
- През XVI век 1 четвърт ръж = 3½ пуда ръжено зърно = 57,33 кг; = 4 пуда = 65,52 кг; през XVII век = 6 puda ръж (5 пуда брашно), до края на XVII век = 8 пуда = 131,04 кг и фигурира като „московската четвърт от осем пуда“. В редица региони на Русия през XVII век са известни местни четвърти с различен обем.
- Четвърт излиза от употреба до средата на XIX век; вместо нея се използва четверик.
- С указ от 1835 г. било установено, че 1 четвърт = 2 получетвърти = 8 четверика („мери“[Бележка 1]) = 64 гранеца.

## Мярка за обем на течности
Като мярка за обема на течности една четвърт се е равнявала на ¼ ведро. Известна е от XVI – XVII век. През 1885 г. обемът на една четвърт е определен на 3,0748 литра. Използвала се е при продажбата предимно на вино и водка и се е деляла на 5 бутилки водка или 4 бутилки вино.